# Raoiella obelias
Raoiella obelias is een mijtensoort uit de familie van de Teneriffiidae. De wetenschappelijke naam van de soort werd voor het eerst geldig gepubliceerd in 2000 door Hasan en Akbar.